# Yukio Edano

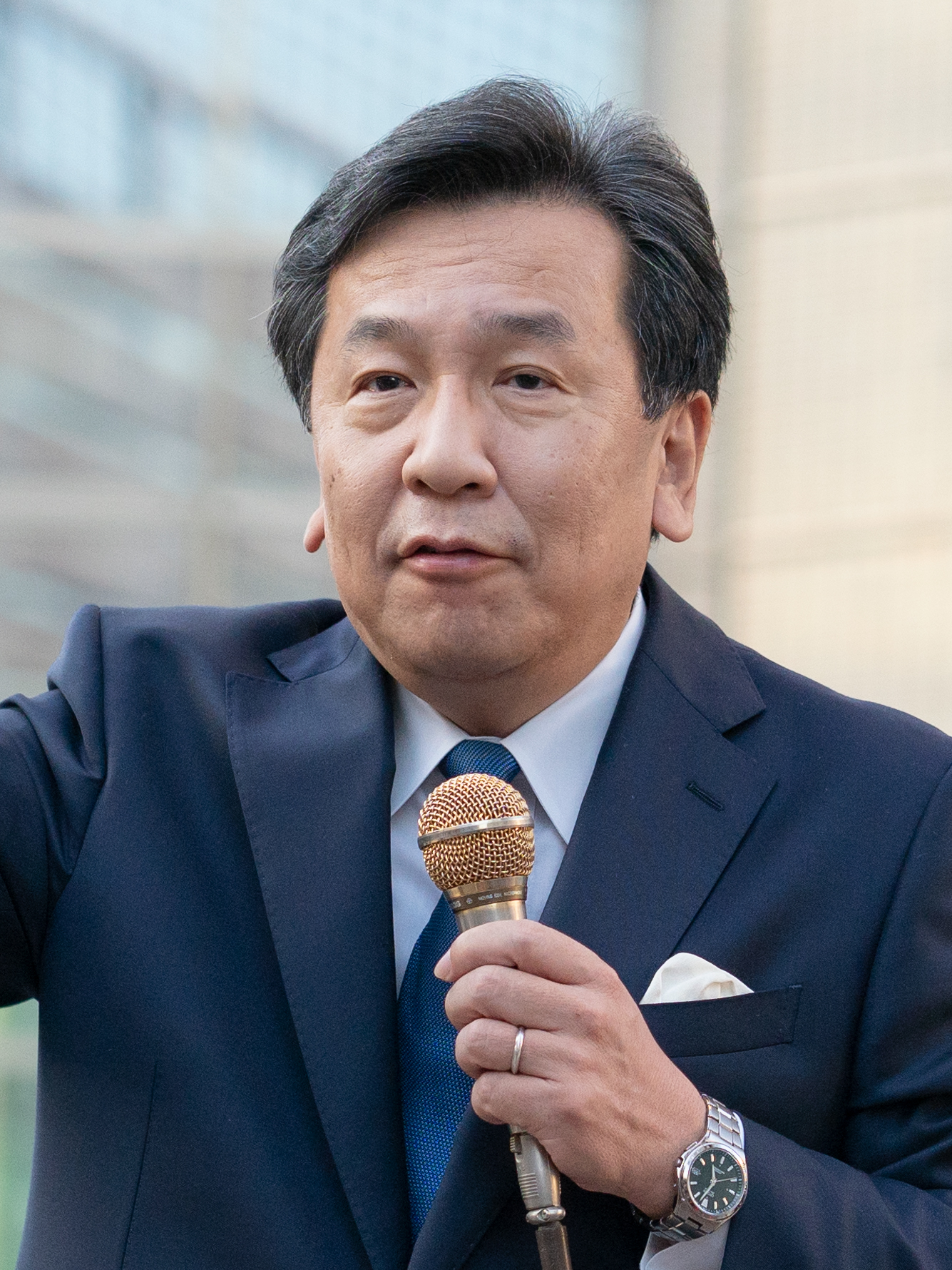
Yukio Edano (2020)

Yukio Edano (jap. 枝野 幸男 Edano Yukio; * 31. Mai 1964 in Utsunomiya, Präfektur Tochigi) ist ein japanischer Politiker, Abgeordneter im Shūgiin, dem Unterhaus des Parlaments, für den 5. Wahlkreis Saitama, ehemaliger Vorsitzender der Konstitutionell-Demokratischen Partei (KDP), und ehemaliger Chefkabinettssekretär und Wirtschaftsminister.

## Leben und Karriere

### Werdegang
Yukio Edano wurde am 31. Mai 1964 in Utsunomiya geboren. Er wurde nach Ozaki Yukio, der als einer der Väter der japanischen parlamentarischen Demokratie gilt, benannt (die Kanji sind jedoch unterschiedlich). Er studierte Rechtswissenschaft an der Universität Tōhoku und ist seit 1991 als Anwalt registriert. Bei der Shūgiin-Wahl 1993 trat er als Kandidat der Neuen Japan-Partei im 5. Wahlkreis Saitama (vier Mandate) an und wurde mit dem zweithöchsten Stimmenanteil gewählt. Er gehörte danach der Fraktion Minshu no Kaze („Wind der Demokratie“) an und trat 1994 der Neuen Partei Sakigake bei. 1996 beteiligte er sich an der Gründung der Demokratischen Partei. Seit der Wahl von 1996 kandidiert Edano im Einzelwahlkreis Saitama 5, den er 1996 verlor (Wiederwahl im Verhältniswahlblock Nord-Kantō) und danach seit 2000 bis einschließlich 2024 neunmal in Folge gewann.
In der Demokratischen Partei war Edano von 1997 bis 1998 und von 2002 bis 2004 Vorsitzender des politischen Forschungsrates sowie als Schattenkabinettssekretär Mitglied des Schattenkabinetts von 2002. Im Shūgiin war er unter anderem Mitglied des Haushaltsausschusses und des Sonderausschusses für die Verfassung.

### Minister und Chefkabinettssekretär

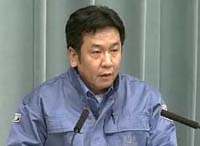
Edano bei einer Pressekonferenz als Chefkabinettssekretär kurz nach dem Tōhoku-Erdbeben 2011

Im Februar 2010 berief ihn Premierminister Yukio Hatoyama als „Staatsminister beim Kabinettsbüro für besondere Aufgaben“ für die „Erneuerung der Verwaltung“ (行政刷新, gyōsei sasshin) in sein Kabinett, um Yoshito Sengoku zu entlasten, der nach dem Rücktritt von Finanzminister Hirohisa Fujii im Vormonat Aufgaben von Fujiis Nachfolger Naoto Kan übernommen hatte. Edano hatte bereits 2009 maßgeblich an den Anhörungen der „Konferenz für die Erneuerung der Verwaltung“ (gyōsei sasshin kaigi) mitgewirkt, die den Haushalt auf mögliche Einsparungen überprüfen soll. Er gehörte zu den wenigen Abgeordneten der Demokratischen Partei, die früh offen Zweifel an Generalsekretär Ichirō Ozawas Erklärungen zum Spendenskandal geäußert haben.
Nach dem Rücktritt des Parteivorsitzenden Hatoyama und des Generalsekretärs Ozawa im Juni 2010 berief Hatoyamas Nachfolger Naoto Kan Edano zum Generalsekretär der Demokratischen Partei. Während seiner Amtszeit verlor die Demokratische Partei bei der Wahl im Juli 2010 die Oberhausmehrheit. Im September 2010 wurde er durch Katsuya Okada ersetzt, blieb aber stellvertretender Generalsekretär. Bei einer erneuten Neubesetzung von Kabinett und Parteiführung im Januar 2011 berief ihn Kan als Nachfolger von Yoshito Sengoku Leiter des Kabinettssekretariats und Staatsminister für Angelegenheiten von Okinawa und der Nördlichen Territorien in sein Kabinett. Als Chefkabinettssekretär trat er wie nach allen für das Kabinett wichtigen Ereignissen und nach jeder Parlamentssitzung in den Tagen nach dem Tōhoku-Erdbeben 2011 regelmäßig vor die Öffentlichkeit und gab Lageinformationen zur Nuklearkatastrophe von Fukushima. Er blieb bis zur Entlassung des Kabinetts Kan im September 2011 im Amt.
Am 12. September 2011 wurde er nach dem Rücktritt von Yoshio Hachiro zum Minister für Wirtschaft, Handel und Industrie im Kabinett von Kans Nachfolger Yoshihiko Noda ernannt. Er blieb bis zum Rücktritt des Kabinetts im Dezember 2012 Minister. Bei der landesweiten Wahlniederlage der Demokraten bei der Shūgiin-Wahl 2012 hatte Edano als einziger Demokrat in Saitama seinen Wahlkreis verteidigt.

### Erneut in der Opposition
Von September 2014 bis September 2016 war Edano unter den Vorsitzenden Banri Kaieda und Katsuya Okada erneut Generalsekretär der Demokratischen Partei und der Demokratischen Fortschrittspartei (Minshintō), in der die Demokratische Partei im Frühjahr 2016 aufging. Nach dem Rücktritt der Parteichefin Renhō Murata im Juli 2017 kandidierte Edano bei der folgenden Wahl des Vorsitzenden, unterlag dabei jedoch Seiji Maehara. Dieser ernannte ihn daraufhin zum stellvertretenden Vorsitzenden.
Nachdem Maehara im September 2017 ankündigte, dass die Minshintō keine eigenen Kandidaten für die Shūgiin-Wahl 2017 aufstellen werde und den Mitgliedern versicherte, sie im Falle einer Kandidatur für die konservative Kibō no Tō zu unterstützen, gab deren Vorsitzende Yuriko Koike bekannt, dass sie keinesfalls alle Anhänger der Minshintō aufnehmen und jeden Beitrittskandidaten auf seine politische Einstellung prüfen werde. Daraufhin trat Edano aus der Minshintō aus und gründete die linksliberal ausgerichtete Konstitutionell-Demokratische Partei (立憲民主党 Rikken Minshutō; engl. The Constituional Democratic Party of Japan, kurz CDP, CDPJ etc.). Bei der Shūgiin-Wahl trat sie mit 78 Kandidaten an und zog mit 55 Sitzen als zweitstärkste Partei und stärkste Oppositionspartei ins Shūgiin ein.
Im September 2020 fusionierte die KDP mit der Demokratischen Volkspartei (DVP), die aus Teilen der Kibō no Tō und Minshintō entstanden war. Bei der Wahl des Vorsitzenden der rechtlich neuen Partei wurde Edano deutlich gegen den bisherigen DVP-Abgeordneten Kenta Izumi gewählt. Der Parteiname wurde zusammen mit der Vorsitzendenwahl bestimmt; dabei schlug Edano die Beibehaltung von „Konstitutionell-Demokratische Partei“ und Izumi eine Umbenennung in „Demokratische Partei“ vor. Auch hier setzte sich Edano gegen Izumi durch.
Nach der Shūgiin-Wahl 2021, bei der die KDP trotz gemeinsamer Oppositionsstrategie mit DVP, KPJ und anderen Mitte-links-Parteien insgesamt Sitze verlor, kündigte Edano seinen Rücktritt vom Parteivorsitz an. Bei der Wahl des KDP-Vorsitzenden 2024 trat Edano gegen Nachfolger Kenta Izumi an, unterlag aber in der Stichwahl Yoshihiko Noda.
Nach dem Mehrheitsgewinn der allerdings uneinigen Opposition bei der Shūgiin-Wahl 2024 übernahm Edano den Vorsitz des Shūgiin-„Verfassungsprüfungsausschusses“ (kenpō shinsakai), der erst seit 2011 durchgehend in beiden Kammern besetzt ist und über eine vor allem von der LDP angestrebte, angesichts der hohen Hürden (Zweidrittelmehrheiten in beiden Kammern+Referendum) unwahrscheinliche erstmalige Verfassungsänderung diskutiert.